# Finlands kommunförbund
Finlands kommunförbund (finska: Suomen kuntaliitto) är en registrerad förening och de finländska kommunernas centralorganisation.
Finlands kommunförbund bildades 1992 (verksamheten inleddes 1993) genom sammanslagning av Finlands stadsförbund (grundat 1912), det finska förbundet för landskommuner Suomen kunnallisliitto (grundat 1921 som Maalaiskuntien liitto, namnändrat 1969) och Finlands svenska kommunförbund (grundat 1926 som Finlands svenska landskommuners förbund, namnändrat 1970).
Finlands kommunförbund är ett tvåspråkigt förbund som representerar Finlands alla kommuner och städer samt betjänar landskapsförbunden och samkommuner. Syftet är att i egenskap av intresse- och serviceorganisation för kommunerna stärka och stöda verksamhetsförutsättningarna och livsdugligheten för kommunerna samt främja deras samarbete.
Den svenska verksamheten vid kommunförbundet sorterar under en egen direktör. Förbundet ger ut Finlands kommuntidning, medan tidskriften Kuntalehti utges av dotterbolaget KL-kustannus. Bland övriga dotterbolag märks bland annat revisionsbolaget Audiator och kongresshotellet Gustavelund. Som en del av kommunförbundet arbetar Kommunala arbetsmarknadsverket, som bevakar kommunernas och samkommunernas intressen på arbetsmarknaden.